# Бъг тракер
Бъг тракер, или още система за проследяване на бъгове, система за проследяване на дефекти (на английски: bug tracker, bug tracking system, defect tracking system) е софтуерно приложение, което поддържа историята на докладвани софтуерни бъгове (грешки, дефекти) в проекти за разработка на софтуер. Може да се смята за вид система за проследяване на проблеми.
Много бъг тракери, като тези най-често използвани в проектите за разработване на софтуер с отворен код, позволяват на крайните потребители директно да въвеждат доклади за бъговете. Други системи се използват само в рамките на компанията или организацията, която се занимава с развойната дейност по софтуера. Типично бъг тракерите са интегрирани с други приложения за управление на софтуерния проект.
Системата за проследяване на бъгове обикновено е необходим компонент на добрата инфраструктура за софтуерна разработка и последователната употреба на такъв вид система се смята за една от отличителните черти на добрия софтуерен екип.

## Компоненти
Съществен компонент на бъг тракера е база данни, в която се записват съобщения относно забелязаните бъгове. Съобщенията могат да съдържат момента от време, когато бъгът е докладван, степента на неговата сериозност, описание на отклоненията в поведението на софтуера при забелязания бъг, детайли свързани с това как може бъгът да се възпроизведе, както и самоличност на потребителя, който е докладвал бъга, и на програмистите, които може да работят по отстраняването му.
Типичните системи за проследяване на бъгове поддържат концепцията за жизнения цикъл на бъга, който цикъл се проследява под формата на зададен статус. Системата трябва да позволява на администраторите да могат да конфигурират правата на достъп, да променят статуса на бъга или да го премахват от системата, както и да могат да конфигурират условията, при които бъг в определен статус може да бъде променян в друг. Когато се добавят нови записи или състоянието на бъга се променя, някои системи изпращат нотификации по електронна поща на заинтересованите от доклада за бъга страни, каквито са потребителят, подал доклада, и разработчиците, на които са разпределени дейностите по отстраняване на бъга.

## Употреби на бъг тракера
Основната полза от системата за проследяване на бъгове е възможността за централизиран, обобщен преглед на заявките към софтуерните разработчици и състоянието на всяка от тях. Тези заявки включват както доклади за открити бъгове в работата на софтуера, така и предложения за подобрения, като границата между тези два типа заявки често е размита. Сортиран по приоритети, списъкът от чакащите обработка заявки (често наричан „беклог“, backlog) дава ценна информация за изготвяне на цялостната „пътна карта“ на продукта или дори и само за работата по следващата му официална версия.
В корпоративна среда бъг тракерът може да се използва, за да се генерират отчети за продуктивността на програмистите при коригиране на бъгове. Това обаче понякога може да доведе до неточни изводи, тъй като различните бъгове се характеризират с различни нива на сериозност (severity) и сложност (complexity), между които може да няма директна връзка, поради което между мениджъри и софтуерни архитекти може да съществуват различни възгледи за тази употреба на бъг тракерите.